# Шато сир Алије
Шато сир Алије (фр. Château-sur-Allier) насеље је и општина у централној Француској у региону Оверња, у департману Алије која припада префектури Мулен.
По подацима из 2011. године у општини је живело 180 становника, а густина насељености је износила 6,49 становника/km². Општина се простире на површини од 27,75 km². Налази се на средњој надморској висини од 187 метара (максималној 233 m, а минималној 180 m).

## Демографија
| 1962. | 1968. | 1975. | 1982. | 1990. | 1999. | 2011. |
| ----- | ----- | ----- | ----- | ----- | ----- | ----- |
| 212   | 251   | 212   | 192   | 208   | 172   | 180   |

График промене броја становника у току последњих година